# Koffiefontein
Koffiefontein ist eine Stadt in der südafrikanischen Provinz Freistaat. Sie liegt in der Lokalgemeinde Letsemeng im Distrikt Xhariep.

## Geographie
2011 hatte Koffiefontein 10.402 Einwohner. Im Norden liegt das Township Ditlhako. Der Kalkfontein Dam am Riet River südöstlich von Koffiefontein versorgt die Stadt mit Trinkwasser.

## Geschichte
In der zweiten Hälfte des 19. Jahrhunderts entwickelte sich der Platz zu einem Ort, an dem Diamanten- und Goldsucher rasteten, etwa aus Kimberley. Sie tranken angeblich regelmäßig Kaffee (Koffiefontein (afrikaans) bedeutet „Kaffeequelle“). 1870 wurden nahe Koffiefontein Diamanten gefunden, worauf die Siedlung wuchs und 1892 Stadtrechte erhielt. De Beers betrieb dort mit Unterbrechungen eine Diamantenmine, die 2007 von Petra Diamonds übernommen wurde.
Im Zweiten Burenkrieg diente Koffiefontein als Stützpunkt der britischen Truppen. Während des Zweiten Weltkriegs bestand in Koffiefontein ein großes Internierungslager. Dort wurden rund 2000 Italiener und Deutsche sowie rund 800 Buren festgehalten, darunter der spätere Präsident Südafrikas, Balthazar Johannes Vorster, der der Ossewabrandwag angehörte. Am 11. August 1967 hielt Vorster in Koffiefontein eine national beachtete Rede, in der er seine Politik erläuterte.
Der burische Schriftsteller Etienne Leroux (1922–1989), der der avantgardistischen, auf Afrikaans schreibenden Gruppe der Sestigers angehörte, lebte auf der Farm Ja-Nee bei Koffiefontein und wurde dort auch beerdigt.

## Wirtschaft und Verkehr
Die Diamantenmine Koffiefontein ist die Kimberlit-Mine mit dem weltweit höchsten Wert je Karat geförderter Diamant. Daneben spielt die Landwirtschaft eine wichtige Rolle. Die Schafzucht sowie der Anbau von Luzerne, Kartoffeln und Erdnüssen dominieren.
Koffiefontein liegt an der Fernstraße R48, die von Bloemfontein im Osten nach De Aar im Südwesten führt. In Koffiefontein zweigt die R704 ab, die nach Trompsburg im Südosten führt. Der Flugplatz Koffiefontein Mine Airport hat das ICAO-Kürzel FAKV. Koffiefontein ist Endpunkt einer Nebenbahn von Springfontein im Süden, die jedoch außer Betrieb ist.